# Tamagotchi

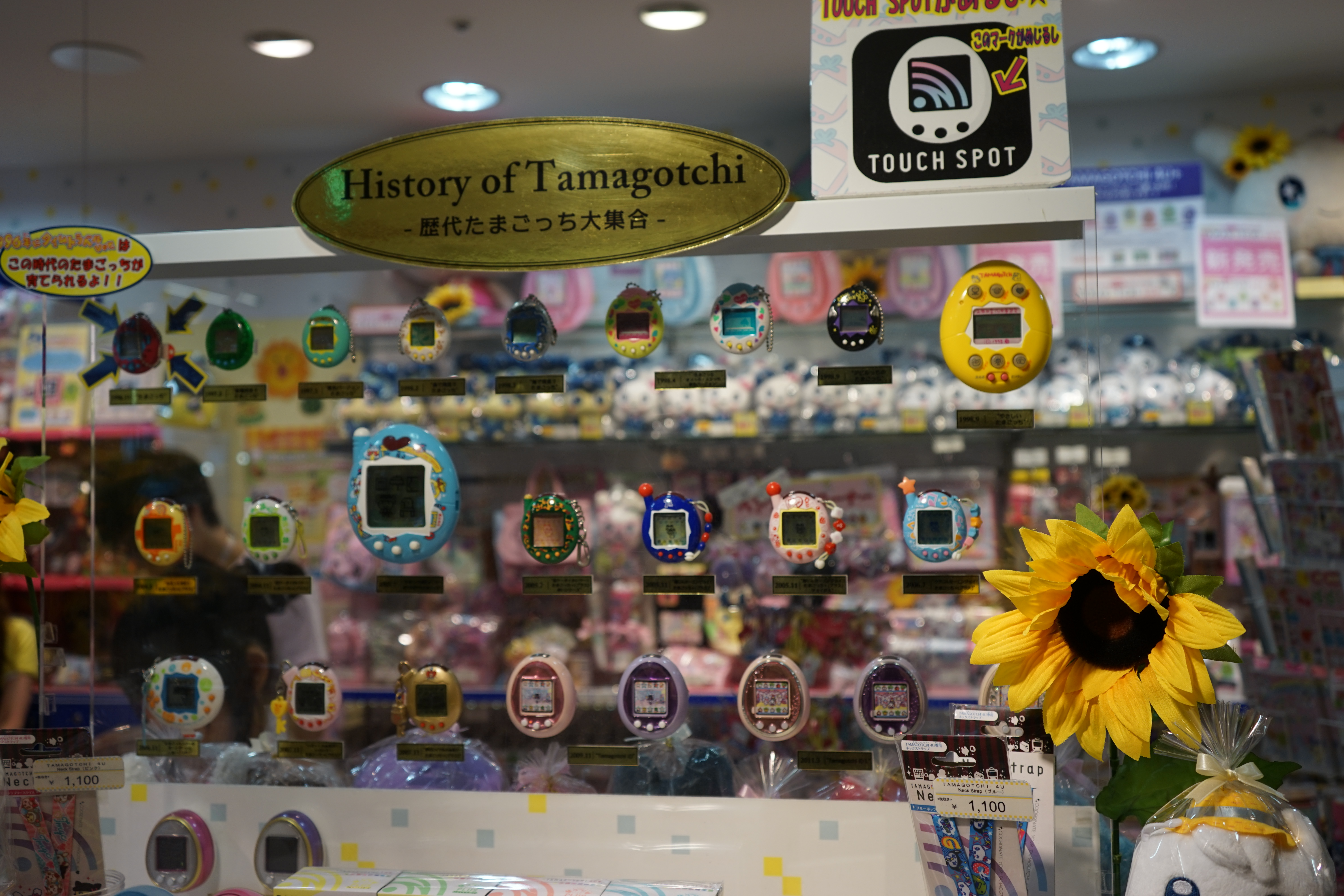
Historia del Tamagotchi.

Un Tamagotchi (たまごっち?) es un aparato electrónico con la forma y el tamaño de un huevo, y con una pantalla en blanco y negro pixelada, en donde aparece una mascota virtual. Debajo de la pantalla hay 3 botones (A -seleccionar-, B -aceptar- y C -cancelar-) que permiten moverse por el menú. Fue creado por Aki Maita y comercializada en Japón por Bandai el 23 de noviembre de 1996. 
A Europa y a Estados Unidos llegó en mayo de 1997 y desde esa fecha hasta 1998 fue su mayor época de apogeo. En 1999 su popularidad bajó con algún período esporádico de repunte, como con la salida de Tamagotchi Connexion en 2004, y parecido al que sucede con las peonzas, la comba y otros objetos de juego en los patios de recreo. Existen muchas formas y modalidades del juguete.
En 1997 hizo merecedores del Premio Ig Nobel de Economía a sus creadores, Akihiro Yokoi y Aki Maita.

## Menú
- Ver estadísticas (V1 - color)
- Darle de comer (V1- color)
- Llevarlo al baño (V1 - color)
- Jugar con él (V1 - V5)
- Conectarte (V1 - color)
- Enseñarle (V1 - color)
- Curarlo de alguna enfermedad o jugar de otra manera (V1 - V4.5)
- Descubrir cuándo necesita cuidados con urgencia
- Libreta (V1 - color)
- Televisión (V5)
- Objetos (V5 - V6 "Music Star")

## Etimología de «Tamagotchi»
Según Bandai, el término es una combinación de la palabra japonesa たまご (tamago), que significa 'huevo', y la palabra ウォッチ(wo'chi) que proviene del inglés watch ('reloj').

## Versiones vendidas
Existen 47 versiones distintas que se han distribuido desde 1996 hasta 2014. Entre ellas están incluidas las originales, la versión de Navidad, y las versiones actuales (comenzadas a vender desde 2004), conocidas con el nombre de Tamagotchi Connection (Conexión Tamagotchi), Tamagotchi Jinsei, Tamagotchi Familitchi Tamagotchi Music Star o +color. También se ha diseñado una página web (tamatown.com) que funciona con las versiones V3,V4,V4.5,V5 y V6 (Music Star). Entre las muchas versiones de Tamagotchis existentes, se encuentran el Tamagotchi Connection V1, V2, V3, V4, V4.5, V5, V5.5 (celebrity), V6 (music star), TMGC+C (plus color), el Nano más pequeño y las últimas versiones denominadas iD e iD-L, que disponen de una pantalla LCD retroiluminada de alta resolución. Finalmente se relanzó un nuevo tamagotchi con el mismo diseño de los más recientes, pero esta vez con un toque más vintage al usar la típica pantalla en blanco y negro; Tamagotchi Friends, a escala mundial.
| - (1996) Tamagotchi generation 1 (Japón-Estados Unidos) - Tamagotchi generation 2 (Japón-Estados Unidos) - Tamagotchi Digimon (Japón-Estados Unidos) - (1997) Tamagotchi Angel (Tenshitch no Tamagotch) (Japón-Estados Unidos) - (1997) Mesutchi and Osutchi (Japón) - (1997) Mothra Tamagotchi (Japón) - (1997) Genjitchi (Japón) - (1998) Tamagotchi Ocean (Umi de Hakken! Tamagotch) (Japón-Estados Unidos) - (1998) Tamagotchi Garden (Mori de Hakken! Tamagotch) (Japón) - (1998) Devilutch no Tamagotch (Tamagotchi Devil) (Japón) - (1998) Yasashii Tamagotch.(Japón) - (1998) Santaclautch (Japón) - Mori no Tamagotchi (Japón) | - Umi no Tamagotchi (Japón) - Tamagotchi Devilgotchi (Japón) - Tamagotchi Santagotchi (Japón) - Tamagotchi TamaoGotchi (Japón) - Tamagotchi Mecagotchi (Japón) - Tamagotchi mesamatchi Clock (Japón) - Tamasuku (Japón) - Tamasuku 2 (Japón) - Tamagotchi Homedekatama (Japón) - Tamagotchi Music fever (Japón) - Tamagotchi Keitai/Akai (Japón) - Tamagotchi Connection v1 (Japón-Estados Unidos) - (2005) Tamagotchi Connection v2 (Japón-Estados Unidos) - Tamagotchi Connection v3 (Japón-Estados Unidos) - Tamagotchi Connection v4 (Estados Unidos) - Tamagotchi entama (Japón) - TamagoChu (Japón) | - Tamagotchi Kakeibo (Japón) - Tamagotchi Chibi (Japón) - Tamagotchi Mini (Estados Unidos) - Tamagotchi Depa tama (Japón) - Tamagotchi Connection v4.5 (Estados Unidos) - Tamagotchi uratama (Japón) - Tamagotchi iro iro Family (Japón) - Tamagotchi Connection Familitchi v5 (Estados Unidos) - Tamagotchi iro iro Royal Family (Japón) - Tamagotchi versión 4 (Japón) - Tamagotchi + Color.(Japón) - Tamagotchi Connection Music star v6 (Estados Unidos) - Tamagotchi Nano - (2009) Tamagotchi iD (Japón) - (2011) Tamagotchi iD-L (Japón) - (2011) Tamagotchi iD-L 15 Aniversario - (2012) Tamagotchi P´s (Japón) - (2013) Tamagotchi Friends - (2014) Tamagotchi 4U (Japón) - (2015) Tamagotchi 4U+ (Japón) - (2016) Tamagotchi M!X (Japón) - (2017) Tamagotchi Mini (Japón/Europa/América) - (2018) Tamagotchi Meets (Japón) - (2019) Tamagotchi On (Estados Unidos) - Eevee x Tamagotchi (Japón) - (2020) Pac-Man Tamagotchi (Estados Unidos) - Hello Kitty Tamagotchi (Estados Unidos) - Evatchi (Estados Unidos) - (2021) Extellatchi - (2021) Twistetchi - (2021) Tamagotchi Pix (Europa/América/Oceanía) - (2021) Tamagotchi Smart (Japón) - (2022) Tamagotchi Pix Party - (2023) Tamagotchi Uni |

Esas son todas las versiones vendidas en Japón y Estados Unidos.

## Personajes
Estos son algunos personajes de Tamagotchitown:
- Mametchi: Es un conejo/gato muy inteligente y popular entre los habitantes de Tamatown, tiene muchísimos amigos y es el mejor dando consejos y ayudando a los demás. Siempre tiene muy buenas calificaciones en la escuela y es considerado un líder por los demás tamagotchis. Cuando sea grande sueña con ser un científico destacado, e incluso tiene un gran laboratorio en su casa en el que crea todo tipo de artefactos tecnológicos, entre ellos a Androtchi, el robot que luego se transformó en su mejor amigo, pero más tarde se enojaron y actualmente son enemigos luego de una gran discusión en la que Mametchi amenazó a Androtchi con apagarlo definitivamente, y Androtchi destruyó el laboratorio de Mametchi como venganza.
- Kuchipatchi: Es un Pato verde simpático y amistoso, su frase típica es "Chachi" (Wow!). Aunque en ocasiones parece ser distraído es inteligente y tiene una gran imaginación. Es divertido y nadie pasa un mal rato estando a su lado. Adora los deportes y la actividad física, pero también el arte y la relajación luego de un día agotador.
- Memetchi: Es la chica más popular, que a veces se preocupa tanto por verse bien y estar a la moda que olvida asuntos muy importantes. Es competitiva y ama ser el centro de atención, aunque eso a veces le trae problemas. Es distraída, sentimental, soñadora, tierna y detallista, pero cuando un amigo está en problemas siempre sabe que hacer. Esta perdidamente enamorada de Mametchi al igual que Makiko.
- Kuromametchi: Es una especie de Conejo/Gato aunque tiene más parecido a un gato, es el alterego de Mametchi de ahí su nombre de KuroMametchi, él es gótico y frío (Se puede demostrar en su vestimenta negra y con pircings o aros en su oreja) pero si esta alguien en problemas no duda en ayudarlo. Es muy fan de Lovelin (Lovelitchi). Se puede apreciar más como un gato.
- Lovelitchi : Es una conejita muy famosa en Tamatown, es cantante y actriz A veces se estresa y se cansa por el trabajo que tiene, va a la escuela como todos. Suele siempre estar con Mametchi.
- Chamametchi: Es la Conejo-hermanita menor de Mametchi, admira a su hermano y siempre lo imita, por lo que a veces Mametchi pierde la paciencia y actúa con rudeza ella. Por lo general sus amigos la conocen como una chica tímida y dulce pero cuando esta sola es muy buena inventando canciones de rock sobre sus sentimientos, que a cualquier persona sorprenderían.
- Masktchi: Es una chica amistosa y creativa que no deja de usar su máscara roja para ocultar su cara ya que es muy tímida, tanto que se esconde de la gente y a veces se aísla del grupo, porque teme no ser aceptada ya que uno de sus dientes es muy diferente a los demás. Sin embargo en el fondo, Masktchi, es realmente encantadora, y sabe escribir poemas y contar chistes mejor que nadie en la Tama ciudad. Se siente atraída aficionadamente en Gozarutchi
- Gozarutchi: Es un personaje que sueña con ser algún día un gran ninja, por lo que practica sin parar. Todo el tiempo está metido en problemas, pero es muy querido por sus amigos. Es muy bueno en la natación, en el tiro al blanco y en las carreras, pero su mayor debilidad es su poca fuerza y la habilidad de hacer enojar a los profesores.
- Makiko: Es una chica V5, rival de Memetchi y demuestra celos por ella. Con frecuencia la imita e inventa métodos para deshacerse de ella y superarla. Sin embargo a pesar de sus intentos por ser más popular, frecuentemente se humilla a ella misma y Memetchi se queda con la atención de todos. Está enamorada de Mametchi.
- Mimitchi: Es una pequeña Conejita inteligente, muy amiga de Mametchi, es amistosa, algo tímida pero por sobre todo traviesa, activa y muy energética. Ama los dulces, las tartas y el color rosa. Es la más creativa y aunque a veces puede parecer irresponsable en el fondo se esfuerza mucho si desea algo.
- Androtchi: Es un Robot cibernético, amistoso, tecnológico y alegre, que a veces desarrolla sentimientos humanos y comprende lo que sienten los tamagotchis. A él no le gusta ser un robot ya que se siente muy diferente a los demás, pero aunque él no lo sepa sus amigos lo ven como a un gran amigo. Fue creado por Mametchi como proyecto escolar y en un tiempo fueron grandes amigos.
- Violetchi: Es una especie de oso color púrpura, le encantan las flores, plantas y todo lo relacionado con naturaleza. Es la hermana mayor de Flowertchi y ambas hermanas menores de Kizatchi, según Kizatchi, está enamorada de Mametchi.
- Hanatchi: Es una lombriz de tierra, en Tamatown es el alcalde de la ciudad, le gusta que todo este organizado, limpio y casi perfecto.

## Game Boy
El primer juego que se desarrolló para la Game Boy se puso en el mercado en Japón y Estados Unidos de forma simultánea, con los nombres de Tamagotchi y Game de Hakken!! Tamagotchi en Japón. Su jugabilidad es similar a la de las dos primeras versiones de las mascotas con forma de llavero.
La segunda y la tercera versión de esta plataforma solo se distribuyeron en Japón.

## Nintendo 64
Para el Nintendo 64 se lanzó un juego exclusivo para Japón llamado 64 de Hakken!! Tamagotchi: Minna de Tamagotchi World (で発見!!たまごっち みんなでたまごっちワールド), también conocido como Tamagotchi 64.

## Nintendo DS
Tamagotchi Connection: Corner Shop (Tamagotchi no Puchi Puchi Omisechi en Japón) es un juego de simulación para Nintendo DS en el que el jugador tiene que trabajar en diferentes tiendas para ganar Gotchi Puntos. Tamagotchi Connection: Corner Shop fue el primer juego de la saga de Tamagotchi que en el que no se trataba de cuidar una mascota; por otro lado, se tiene que trabajar en tiendas, completando minijuegos para ayudar a los compradores virtuales. En ningún momento del juego se trata de educar a la mascota virtual sino que trata de hacer que las tiendas sean visitadas por la reina Tamako.
La segunda parte de la saga Tamagotchi Connection: Corner Shop, Tamagotchi Connection: Corner Shop 2 (Tamagotchi no Puchi Puchi Omisecchi Gohi-kini en Japón) contiene nuevas tiendas con las que jugar, además de cien personajes distintos con los que interactuar. En esta segunda versión del juego, el jugador, además de estar en las tiendas, también podrá usar los Gotchi Puntos para alimentar a su Tamagotchi, comprarle ropa o adornos para la casa. Cuanto más se juega en las tiendas más se podrán mejorar para poder encontrar nuevos artículos. Si el jugador dispone de un Tamagotchi de llavero también podrás conseguir códigos que podrán ser canjeados por premios en el juego de la consola.
Una tercera versión se puso a la venta exclusivamente en Japón con el nombre de Tamagotchi Connection: Corner Shop 3, y por ahora no hay fecha de salida para la versión europea y americana.

## Wii
Tamagotchi Party On! es la única versión de este juego que se ha sacado para Wii. Se puso en el mercado el 29 de mayo de 2007 en Canadá y EE. UU. Su jugabilidad es muy parecida a la de los juegos de Mario Party donde el jugador debe moverse por un tablero tirando un dado y completando minijuegos. Pero a la diferencia de Mario Party, completar minijuegos lleva al jugador a aumentar su prestigio y llegar a ser el presidente de TamaTown.

## Flipper Zero
El Flipper Zero es un aparato con pantalla de 1,4 pulgadas monocroma que también tiene su propia versión adaptada del Tamagotchi.

## En otros soportes

### Películas
El 15 de diciembre de 2007, fue estrenada en Japón la película: "Eiga de Tōjō! Tamagotchi Doki Doki! Uchū no Maigotchi!?" (traducción: Apareciendo en una Película! Tamagotchi: Niño perdido en el Espacio?!).
La película trata acerca de Tanpopo, una niña que está por convertirse en hermana mayor, y preocupada, piensa si podría cargar con esa responsabilidad. Un día, sale a llevarle un objeto a su madre, cuando de repente aparece una luz súbita en el cielo. Mientras, en el Planeta Tamagotchi, Mametchi está experimentando su nuevo invento: "La Máquina del Olvido". Memetchi y Kuchipatchi asisten al laboratorio para ver, pero luego de que Kuchipatchi muerde una falsa hamburguesa de juguete, se produce un desorden y, descontrolada, la máquina dispara a la tierra. En ese momento, Tanpopo aparece en la habitación de Mametchi.
Así, en su deseo de volver a la Tierra, la familia de Mametchi le entrega un manual de un cohete para salir del planeta.
El Mundo Tamagotchi está de fiesta: es el cumpleaños del Rey. Pero algo raro está sucedió: Mametaioutchi, el pequeño sol que Mametchi construyó para tener luz a la noche (le teme a la oscuridad) ha desaparecido, provocando que el Planeta Tamagotchi pesque un resfriado, provocando sus estornudos grandes temblores.
Decidido, y en compañía de Tanpopo, Memetchi, Kuchipatchi, y su pequeña hermana ChaMametchi, salen por el espacio en el cohete en busca de Mametaioutchi La película fue puesto en libertad el 15 de diciembre de 2007, y fue distribuida por Toho Co. La película abrió en el número 3 en la taquilla el fin de semana de apertura. El 31 de mayo de 2008, América del Norte distribuidor Entretenimiento Bandai anunció que había adquirido la derechos de la película y otra película llamada:Eiga! Tamagotchi Uchū Ichi Happy na Monogatari!? estrenada algo recientemente

### Dibujos animados
Un dibujo animado con el título de Tamagotchi Video Adventures fue publicado en 1997, con una duración de 40 minutos. El episodio muestra como Cosmotchi envía 14 Tamagotchis a la Tierra para que recolecten objetos y así poder montar un museo en Grand Gotchi. El portador de la cosa más extraña ganará una medalla de honor. Un vídeo musical y el making-off de la película están también incluidos después del corto de animación.
En la serie de internet Alejo y Valentina, en el capítulo "El Expreso Pilar", Carlitox juega con un Tamagochi, matándolo por accidente inyectándole demasiadas medicinas.
En la serie Mansion Foster para amigos imaginarios, el Sr. Conejo le pregunta a Bloo cual es su juguete favorito, y Bloo le dice que su Tamagotchi.

### Serie animada
En diciembre de 2007, Bandai Japón comenzó a transmitirse Saa Ikou! Tamagotchi una semana antes de la liberación de la primera película. En diciembre de 2008, Bandai América doblada la serie, Let's Go! Tamagotchi, y comenzó el streaming en YouTube en inglés y Japonés, con subtítulos para un máximo de otros 7 idiomas.

### Música
Una canción que se llama "Tamagotchi" fue producido por la banda de música Sqeezer en 1997. Otra fue producida por Daze también titulada "Tamagotchi".
En 1999, el grupo de rock de fusión Los Estrambóticos, lanzaron al mercado una canción llamada "Mi Tamagotchi" de su segundo álbum Objeto Extraviado.
En Japón, la banda Kigurumi, después de ganar nuevos miembros y se convierta en un trío, lanzaron su primer sencillo, "Tamagotchi", el 21 de noviembre de 2007, que fue también el tema musical para la película: "Eiga de Tōjō! Tamagotchi Doki Doki! Uchū no Maigotchi!?".
En el 2012, la banda alemana de punk rock Die Ärzte, grabó el video musical de la canción "Tamagotchi", de su álbum Auch. La versión performance contiene escenas del animé del mismo nombre, anteriormente descrito. En la versión animation, la banda aparece dentro de un juego donde un Tamagotchi intenta perseguirlos.
En el 2014, la cantante francesa Lorie, grabó la canción y el vídeo musical con los pasos y la coreografía para el concurso TamaDance, llamada "La TamaDance", himno oficial del Tamagotchi Friends.